# Чирикауа
Чирикауа (на английски: Chiricahua) е северноамериканско индианско племе, част от групата апачи, което първоначално живее в югозападната част на Ню Мексико, югоизточната част на Аризона и северните части на мексиканските щати Чихуахуа и Сонора. Чирикауа се заселват заедно с останалите апачески племена в югозападните райони на Северна Америка около XIII-XIV в. Те водят номадски начин на живот, прехранвайки се с лов и събирачество.
Апачите сравнително рано (вероятно около средата на XVII в.) започват да използват коня и са един от първите „конни народи“ в Северна Америка. Чирикауа водят непрекъснати войни с испанците, а след създаването на независимо Мексико – и с мексиканците. Първите им сблъсъци с американците започват през 1848 г., когато САЩ навлизат в териториите на Ню Мексико и Аризона. Войните с американската армия продължават с кратки прекъсвания до 1886 г., когато се предава известния военен предводител на чирикауа, Гоятлей, по-известен като Джеронимо.

## Култура
Чирикауа е най-войнственото племе на апачите. В битка използват копие, а стрелите са изработвани от тръстикови стебла с обсидианов или железен връх. Конете са въведени в началото на 17 век. От изкуствата добре развити са кошничарството, грънчарството и щавенето на кожи. Тъкането на платове не е разпространено.

### Прехрана и разделение на труда
Чирикауа са предимно ловци–събирачи. Основни храни са бизонското месо преди 16 век, а след това ловуват елени, антилопи и друг дребен дивеч. От растителните храни от голямо значение са агавето, кактусови и диви плодове, различни ядки и семена. Ядките и семената обикновено се смилат на брашно, от което се замесва традиционна питка. Някои храни като мечешко и пуешко месо, и особено рибата са табу. Някои източни групи се занимават и по малко със земеделие, главно отглеждането на царевица. Работата на всеки е ясно определена, но не и строго следена. Жените събират растителни храни, грижат се за децата и домакинството, строят домове, обработват храната и плетат кошници. Мъжете ловуват, воюват и изработват инструменти и оръжия. Никой не е притискан да върши нещо, всеки работи когато и колкото реши.

### Жилища
Обикновеното жилище на чирикауа е куполообразна колиба от преплетени клони или сухи кактуси, която в студено време покриват с кожи. Когато лагерът е преместван тези колиби се изгарят и на новото място се строят нови. Някои от източните им групи използват понякога и типито.

### Облекло
Традиционното облекло на чирикауа е от дрехи от еленова кожа. По-късно те са заменени от платнени дрехи. Жените обикновено носят дълги поли и дълги блузи, пристегнати с колан, а мъжете ризи, набедреник и гамаши. И двата пола носят мокасини. Широко разпространени са боядисването на лицата при мъжете и огърлиците от мъниста, носени и от мъжете и от жените. Жените носят косите си обикновено дълги и пуснати, понякога пристегнати с платнена лента или с върбова пръчка. Някои по-възрастни жени сплитат косата си на две плитки. Мъжете също носят дълга коса пристегната през челото с кожена или платнена лента.

### Брак и семейство
Чирикауа като останалите апачи нямат действителни брачни церемонии, но преди бракът се извършват редица ритуали. Бракът се формализира обикновено с даването на подаръци. Когато се оженят, младоженците се местят при семейството на жената. Тук мъжът е длъжен да избягва всячески всички нейни роднини от женски пол – да не говори с тях, да не ги поглежда и ако е възможно да не се среща с тях. Обикновено един мъж има една жена, но може да си вземе и втора или трета ако може да се грижи за тях. Често другите жени са сестри на съпругата. По принцип обаче мъжете избягват да си взимат втора жена, за да има мир в дома му. Братята на мъжа никога не са запознавани със съпругата му, а целувките и поздравите са непознати. Децата още от малки са възпитавани строго в задълженията им като възрастни, но никога не са наказвани или бити.

### Погребални практики
Чирикауа уважават и се страхуват от духовете на мъртвите. Ако някой почине боядисват лицето му червено и го погребват още същият ден. Мъже увиват тялото в одеяла и го погребват с вещите му в гроб, върху който натрупват камъни. На жените не е разрешено да присъстват на погребението, както и на мъже, които не са апачи. Всички роднини от женски пол оплакват мъртвеца в продължение на месец. Колибата, в която е живял умрелия се изгаря и лагерът се мести на друго място. Вдовиците отрязват косите си и боядисват лицата си черни. Траурът им трае една година. През това време вдовицата живее в семейството на брат на починалия си съпруг и след като траурът изтече става негова нова съпруга.

### Социална организация
Основна социална единица е разширеното семейство. Всяко семейство носи името на своя водач. Например семейството на Найче се нарича На′йчи гого′та. Няколко такива семейства живеят близо един до друг и образуват група, обикновено между 35 и 200 души. Няколко групи, които живеят в един район образуват голяма местна група или подразделение на племето. Всички в семейството и групата са равни. Отделно от това семействата са организирани в кланове, в които владее майчината линия. Следвайки майчината линия всяко голямо семейство се състои от родители, техните неженени деца и техните женени дъщери с мъжете и децата им. Синовете, след като се оженят отиват да живеят при семействата на жените си.

### Политическа организация
Политическата организация сред черикауа и въобще сред всички апачи е слаба, без централна власт. Всяка местна група се ръководи от вожд избиран обикновено заради способностите му. Понякога се случва да има и наследствени вождове. Границите между различните местни групи са ясно дефинирани. Групите живеещи в една територия, образуват локална група или подразделение на племето, която се състои обикновено от 10 до 30 разширени семейства. Всяка локална група има вожд (ната), чиято позиция не е наследствена. Локалната група се състои обикновено от 3 до 5 местни групи.

#### Подразделения
Според Морис Е. Оплър (1941), чирикауа се подразделя на три териториални или географски независими локални групи или подразделения. Тези групи са групирани под общия термин чирикауа, но те никога не са били едно цяло. Смесват се и живеят понякога заедно, но понякога и воюват помежду си. По-късно групите се съюзяват и образуват голям алианс, което впоследствие позволява на учените да ги класифицират като един народ. От своя страна тези групи се подразделят на по няколко подгрупи:
Чихене (чиихении – боядисаните в червено хора) – източни чирикауа. Живеят западно от Рио Гранде в южната част на Ню Мексико. Известни са също и като „апачи Уорм Спрингс“, „апачи Ойо Калиенте“, „мимбреньо апачи“, „могольон апачи“, „хиленьо апачи“, „мимбрес“, „апачите от медните мини“ и „т′сихенде“. Подразделят се на две групи:
- Уорм Спрингс (Охо Калиенте) – разделени на северни и южни. Северните обитават планините Датсил, Магдалена, Сокоро и равнините на Сан Августин.
- Хила, хиленьо – разделени на три отряда: Медни мини или апачите от медните мини – живеят югозападно от река Хила, в околностите на Санта Лусия Спрингс, в планините Литъл и Биг Бъро. Контролират териториите около планините Пинос Алтос и Пирамид, и околностите на Санта Рита дел Собре и река Мимбрес. На втората група името е неизвестно. Те живеят в южно Ню Мексико, около и в планините Пирамид и Флорида, стигащи на юг до Мексиканската граница. Понякога те са наричани „дзилноконе“. Третата група, мимбрес или мимбреньо живеят между Рио Гранде в Ню Мексико и река Мимбрес в Аризона, главно в планините Мимбрес и Кукс Рейндж. Тяхно любимо място за лагеруване е езерото Гузман в Чихуахуа. През 1854 г. и 1859 г. наброяват от 400 до 750 души. През 1875 г. част от тях се присъединяват към мескалеро апачите и към апачите Уорм Спрингс. Понякога са разглеждани като отделна група на чирикауа, отделно от апачите от медните мини.

Чоконен (ч′ук′анен, ч′уук′анен – хора на изгрева) – централни чирикауа. Живеят от югоизточна Аризона на север до централната част на Сонора на юг. Известни още и като „истински чирикауа“, „чирикагуа“, „Кочис апачи“, „т′соканене“, „ч′ок′анен“. Подразделят се на 7 групи:
- Чоконен – североизточна местна група. По горното течение на река Хила, по поречието на Рио Сан Франциско, в северната част на планините Моголон и на югозапад в източната част на долината Сан Симон.
- Чихуикахуи – югозападна местна група. В югоизточна Аризона, главно в планината Хачука, на запад от река Сан Педро и на север по река Сан Симон.
- Дзилмора – югоизточна местна група. Живеят в Аламо Хуеко, в планините Литъл и Биг Хачет в северозападно Ню Мексико.
- Анимас – южна местна група. Живеят на юг от река Хила и на запад от Сан Симон, в планината Пелонсило по границата на Аризона с Ню Мексико, и на юг от каньона Гуаделупе и на изток в долината Анимас и планината Анимас в югозападно Ню Мексико.

Още три местни групи с неизвестни имена обитават североизточна Сонора и прилежащите части на Аризона, главно в каньона Гуаделупе, по Рио Сан Бернардино, в северозападните части на Сиера Сан Луис, в долината Батепито и в Сиера Питайкачи.
Неднаи (нде′индааи – враговете) – южни чирикауа. Живеят на юг от чоконен в планините Западна Сиера Мадре и югозападно Ню Мексико. Известни също и като „истински чирикауа“ и „апачите от боровата гора“. Подразделят се на 3 групи
- Ханеро – живеят в северозападна Чихуахуа, югоизточна Аризона и североизточна Сонора, главно в планините Анимас, Флорида, Сиера Сан Луис, Сиера дел Тигре, Сиера де Сарсе и Сиера де Бока Гранде, както и по реките Рио Ханос и Рио Касас Гранде, и в северната част на долината Гузман. Самите те се наричат „дзилтдаклиженде – хората от синята планина“.
- Каризаленьо – живеят главно в Чихуахуа, между града Ханос на запад и езерото Санта Мария на изток, на юг до Карлитос, Каса Грандес и Агуа Нуевас като контролират и южната част на долината Гузман и планините покрай Касас Гранде, Рио Санта Мария и Рио де Кармен. Самите те се наричат „Т′себекиненде – хората със скалните къщи“.
- Пиналеньо – живеят на юг от Бависпе, между река Бависпе в североизточна Сонора и северозападна Чихуахуа като контролират и района на Сиера Хуачинера, Сиера де лос Алисос и Сиера Накори Чико. Наричани са „апачите от боровата гора“.

Някои историци сочат съществуването на четвърта обособена група на апачите чирикауа – Бедонкох, но други я причисляват към Чихине.
Бедонкох (би-дан-ку, би-да-а-нака-енда – стоящите пред врага) или североизточни чирикауа, живеят в планините Моголон и Тулароса, между реките Сан Франциско на запад и Хила на югоизток в западно Ню Мексико. Известни са също и като „Моголон апачи“, „могольони“ и „Хила апачи“.
Според самите чирикауа племето се състои от четири основни групи, които от своя страна се подразделят на по-малки групи, изброени по-горе.
- чихене (Уорм Спрингс, чинде)
- чукунен (чирикахуа, чоконенде)
- биданку (бедонкох, бронко)
- ндендаи (нденаи, неднаи)

## История
Първите европейци, които навлизат в земите на чирикауа са испанците водени от Франсиско Васкес де Коронадо през 1540 г. Те обаче не се срещат с чирикауа. През 1583 г. Антонио де Еспехо научава от пуеблосите акома за „куеричос“ – агресивни хора, които живеят в близките планини. Още от началото чирикауа влизат в конфликт с испанците. Постоянните посегателства от испанска страна ги принуждава да водят една почти непрекъсната и продължителна партизанска война. За близо 250 години на испанците не се удава да ги победят и покорят. С идването на мексиканците положението с нищо не се променя. Постоянните нападения и грабежи, принуждава Мексиканските власти през 1835 г. да обявят награда за апачески скалп. През 1837 г. един бял авантюрист на име Джон Джонсън, примамен от тази награда, поканва чихене да търгуват. Докато индианците оглеждат стоките, Джонсън и съратниците му откриват огън по беззащитните индианци с едно оръдие. Над 20 апачи, включително вожда Хуан Хосе са убити. Джонсън и помагачите му успяват да избягат. След инцидента чирикауа започват една кървава отмъстителна война. През 1850 г. голям брой миньори и заселници навлизат в земите им. За да осигури безопасният им престой, през 1852 г. Съединените щати сключват мир с някои от групите апачи. Мирният договор обаче няма никакъв ефект. Разпръснати на голяма територия, апаческите групи не са тясно свързани помежду си и всеки отряд решава сам за себе си. През 1856 г. на комисарите изпратени от Вашингтон им се удава да потпишат мирен договор с наследника на Хуан Хосе, Кочис. Той разрешава на американците да пресичат свободно територията на чирикауа, както и правото да построят пощенска станция в прохода Апач. Този мир просъществува само пет години.

### Войната на Кочис
През февруари 1861 г. отряд кавалеристи правят опит да заловят Кочис като го канят на съвет, под претекст да преговарят. Нищо не подозиращ, Кочис отива на срещата с трима мъже и две жени от семейството му. На срещата командирът на войниците, обвинява чирикауа, че са отвлекли едно момче и добитък от близко ранчо и заповядва да ги арестуват. Кочис отрича неговите хора да са замесени. В суматохата Кочис успява да избяга, но хората от семейството му са заловени. След няколко дни Кочис и хората му пленяват трима бели мъже, и правят опит да ги разменят за заловените апачи. Командирът не се съгласява на размяната и разярен, че не му вярват Кочис екзекутира белите пленници. В отговор тримата мъже негови роднини са обесени от войниците. След този инцидент, чирикауа започват една наистина сериозна война. Кочис обединява силите си с мимбреньосите на Мангас Колорадо и повежда голяма кампания за прогонването на американците от земите на апачите. Повече от четвърт век чирикауа ще правят целия югозапад несигурен и опасен. През 1862 г. обаче от запад в Ню Мексико навлизат хиляди сини куртки, за да се бият със сивите куртки в Гражданската война. Тези войници са ръководени от генерал Джеймс Карлтън – амбициозен и жаден за власт човек. По това време обаче конфедеративните войски са далеч в Тексас и войниците на Карлтън стоят бездейни. За да оправдае присъствието им в Ню Мексико, Карлтън насочва вниманието си към индианците в областта. След убийството на Мангас Колорадо през 1863 г., Кочис и неговите чирикауа започват една мащабна отмъстителна война, към която се присъединяват и много други апачи пострадали от войниците на Карлтън. В продължение на две години тези апачески отряди ще превърнат територията в истинско бойно поле. След отзоваването на генерал Карлтън от военното управление на Ню Мексико, правителството предприема опити за мир с апачите. На 21 април 1865 г. комисарите се срещат с вождовете на чирикауа, Викторио и Нана в Санта Фе да говорят за мир, но споразумение не е постигнато. Апачите продължават да нападат дилижансите, пощенските станции и фермите. До 1870 г. нападенията толкова зачестяват, че правителството решава да постигне мир с апачите на всяка цена. През 1871 г. Кочис е поканен да посети Вашингтон, но вождът отклонява поканата като заявява, че не вярва нито на цивилните, нито но военните представители на Съединените щати. През юни същата година военното командване в югозапада е поверено на генерал Джордж Крук, който започва да претърсва планините Чирикахуа, за да открие Кочис. Чирикауаите успяват да се измъкнат от войниците, пресичат границата на Ню Мексико и Кочис изпраща вест до генерал Гордън Грейнджър в Санта Фе, че ще го чака в Каняда Аламоса да говорят за мир. След дълги преговори, генералът разрешава на чирикауаите да останат в Каняда Аламоса ако не създават проблеми. След няколко месеца на мир обаче, правителството издава заповед всички апачи да бъдат събрани около форт Тулароса. Щом нучава за това, Кочис и хората му напущат Каняда Аламоса и се връщат в планините Чирикахуа. През септември 1872 г. Кочис се среща с генерал Оливър Отис Хауърд, който е изпратен от Вашингтон да сключи мир с всички апачи. Генералът остава в лагера на Кочис 11 дни и обещава, че ще направи всичко възможно да осигури резерват около планините Чирикауа, ако апачите спазват мира. Генералът изпълнява обещанието си и в продължение на две години чирикауаите живеят мирно в резервата в собствените им земи. След смъртта на Кочис през 1874 г., чирикауаите се разединяват и подновяват набезите. Резерватът около планините Чирикахуа е закрит, а хората са прехвърлени в резервата Сан Карлос. Много апачи обаче се измъкват и бягат в Мексико. Водени от Джеронимо те извършват множество нападения над мексикански ферми и селища. През зимата на 1877 г. те се завръщат с много стада добитък и коне и се установяват в резервата Уорм Спрингс, където вожд е Викторио.

### Войната на Викторио
През март 1877 г., правителството решава да закрие резервата Уорм Спрингс и апачите живеещи там са прехвърлени в резервата Сан Карлос. Виктожрио и около 80 апачи обаче бягат и след дълго скитане се явяват в Уорм Спрингс с предложение към властите да ги оставят да живеят тук. Властите се съгласяват, но през 1879 г. срещу Викторио са повдигнати стари обвинения за набези. Когато войниците идват да го арестуват, Викторио успява да избяга. Преминава границата на Мексико и започва да набира армия за вечна война с американците. Повече от година Викторио и неговите апачи тормозят югозапада. Нападенията и набезите толкова зачестяват, че армиите на САЩ и Мексико са принудени да обединят сили и да сложат край на безчинствата. На 14 октомври те успяват да обградят Викторио и хората му в местността Трес Кастильос в Мексико. В завързалото се сражение войниците убиват 77 апачи и пленяват 68 жени и деца. Около 30 апачи успяват да избягат и водени от стария вожд Нана за по – малко от месец участват в 8 сражения в Ню Мексико.

### Войната на Джеронимо
През септември 1881 г. около 70 чирикауа се измъкват от Сан Карлос и се присъединяват към Нана в Мексико. След около 6 месеца някои от тях се връщат в резервата и успяват да убедят много апачи да ги последват в Мексико. Войниците веднага започват да ги преследват и ги настигат в Каньона Хорс Шу, където се завързва сражение. След битката оцелелите апачи преминават границата, но се натъкват на полк мексикански войници. Малцина апачи успяват да се измъкнат и да се присъединят към Нана и Джеронимо в Мексико. През май 1883 г., използвайки два набега на апачи през границата, генерал Крук навлиза в Мексико, за да открие апачите. Открива ги и на последвалите преговори, апачите се съгласяват да се върнат с него в резервата. В продължение на повече от година апачите живеят мирно и се развиват. През една нощ на 1885 г. обаче Джеронимо и някои други се измъкват от резервата и преминават границата на Мексико. Крук започва отново преследване. На 25 март 1886 г. той се среща с апачите в Каньон де Лос Ембудос. След кратки преговори апачите го последват обратно към резервата. По пътя обаче Джеронимо и някои други водачи избягват, уплашени от приказките на един войник, че ще ги затворят като престъпници. Заради доброто си отношение към апачите, генерал Крук е свален от поста си и на негово място е назначен генерал Нелсън Майлс. Майлс веднага мобилизира 5000 войници и 1000 доброволци, наема 300 апачи като разузнавачи, и тръгва към Мексико. На 4 септември 1886 г. той се среща с апачите в Сиера Мадре и им обещава помилване ако се предадат. Апачите повярвали на Майлс и се връщат с него в резервата. Генералът обаче не удържа на думата си. Джеронимо и сподвижниците му са съдени и заточени във Флорида. Малко по – късно заточениците са прехвърлени в Алабама. През 1894 г. Джеронимо и останалите живи затворници са помилвани, но Аризона отказва да ги приеме на своя територия. Апачите получават предложение да се заселят при кайовите в Оклахома. Така племето е разделено на две, едните в резервата на мескалеросите в Ню Мексико, а другите като изгнаници във форт Сил в Оклахома.